# بخش یوسدال
بخش یوسدال (به سوئدی: Ljusdals kommun) یک ناحیه شهرداری در سوئد است که در شهرستان یولبوری واقع شده‌است.

## خواهرخوانده
شهرهای Glamsbjerg municipality، تینست، Ikaalinen، دهستان وینی و اشلیبن خواهرخوانده‌های بخش یوسدال هستند.

## نگارخانه

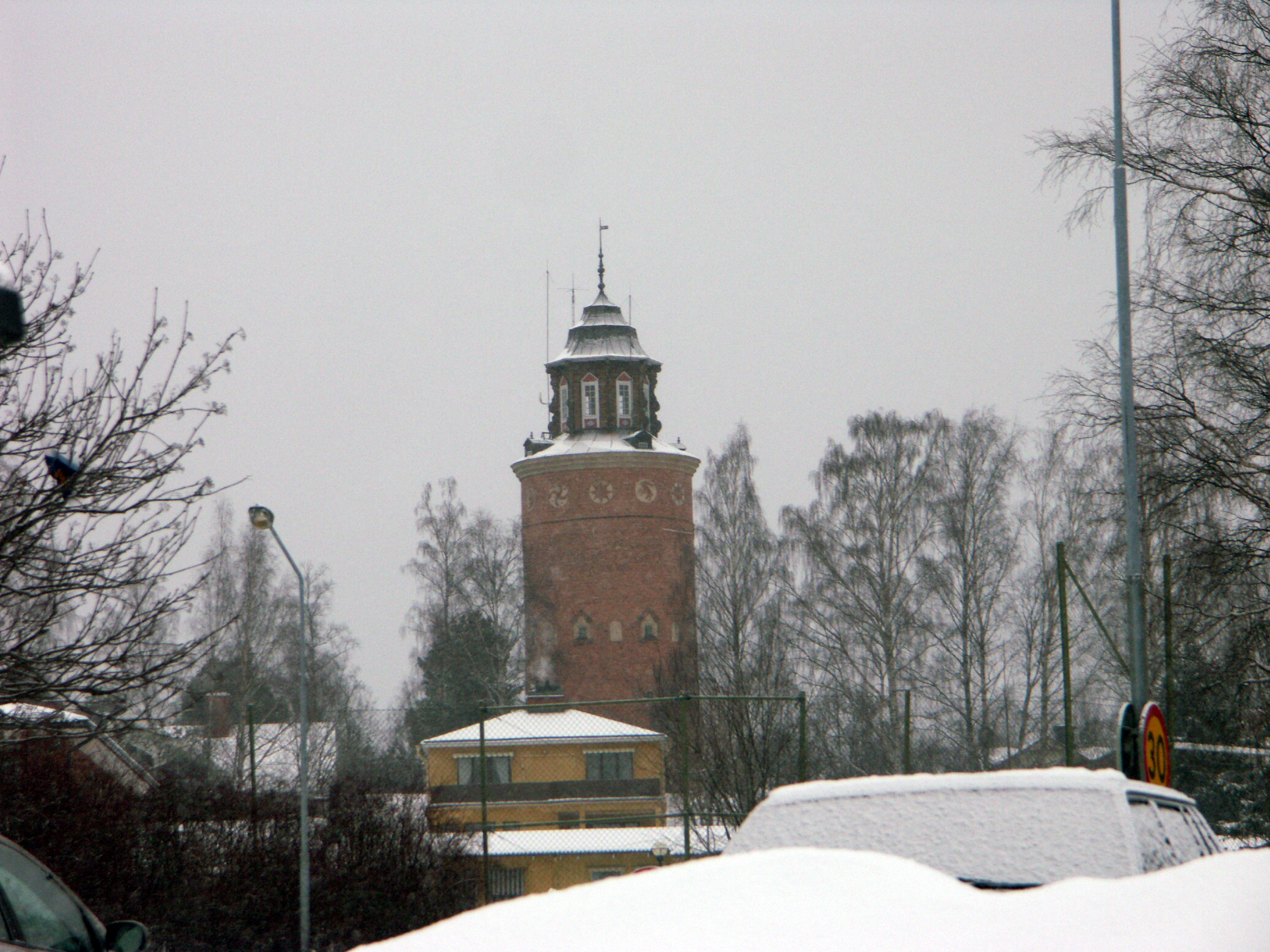
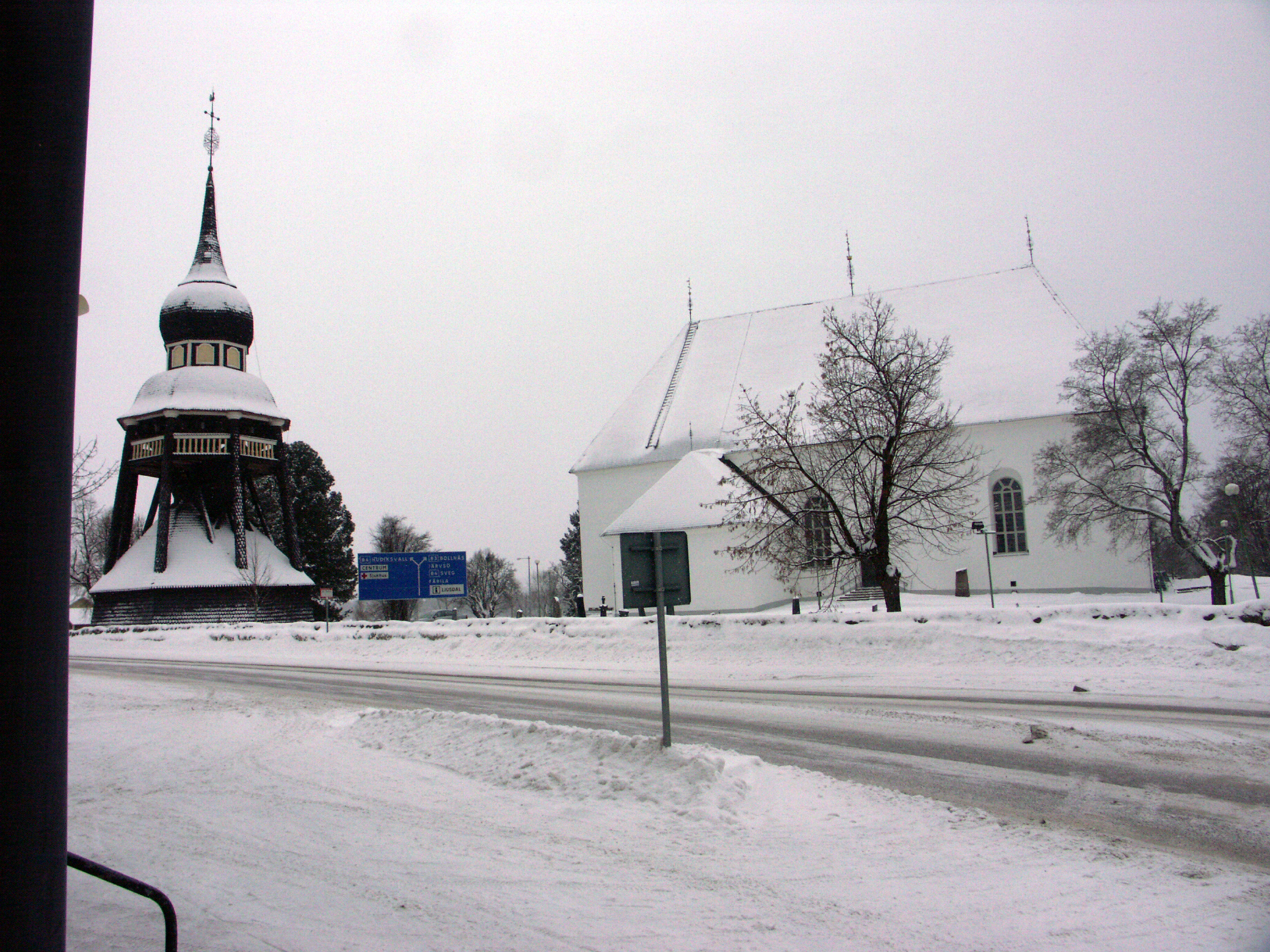
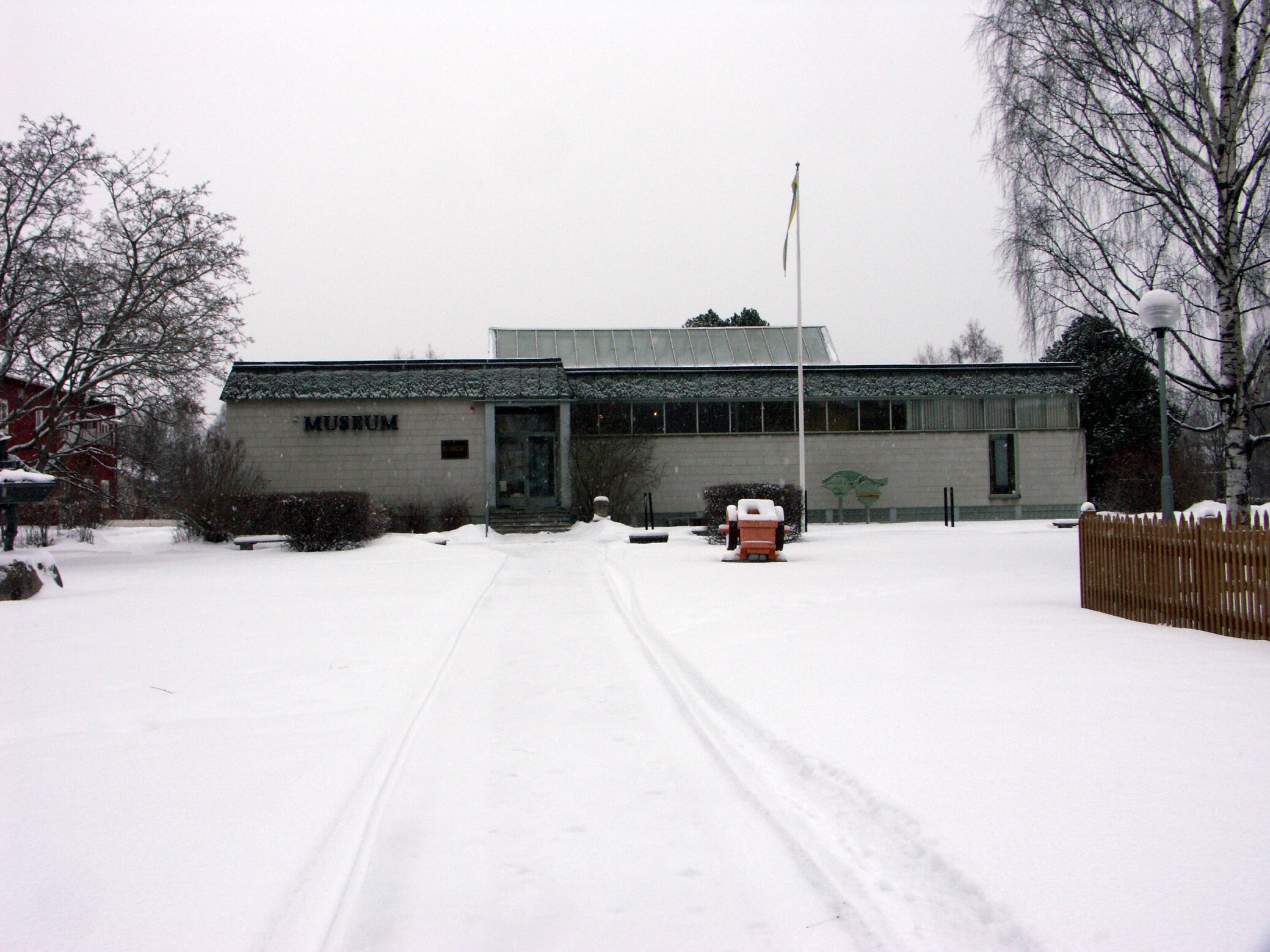
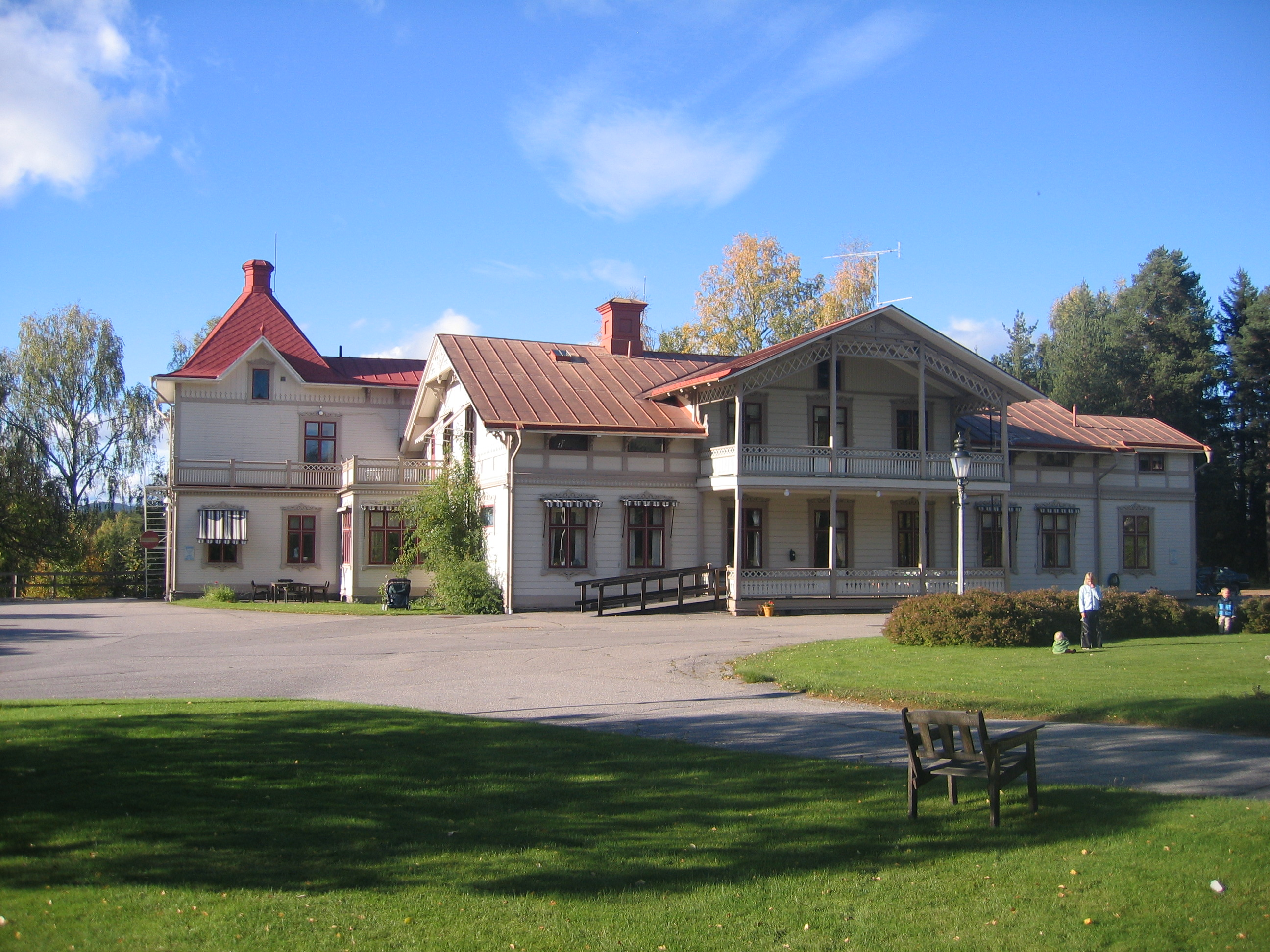